# Rugby en las Islas Malvinas
El Rugby 15 o Rugby Union en las Islas Malvinas es un deporte muy popular entre los malvinenses. Se juega bajo los auspicios de la Rugby Football Union de Inglaterra.

## Historia
El Rugby fue introducido por primera vez a las Islas Malvinas en el siglo XIX y siempre ha sido de la variedad "unión" o 15. Debido a la baja población de las islas, no tienen un sistema de liga apropiada, y los juegos se realizan de manera informal. Muchos equipos son de los militares británicos de la base Aérea de Monte Agradable.
En 1939, un grupo llamado los "Tabarís Highlanders" llegaron a las islas por un breve dos meses. Eran parte de la comunidad anglo-argentina, y se suponía que debían defender las islas de un ataque alemán durante la Segunda Guerra Mundial, y se matricularon en la Fuerza de Defensa de las Islas Malvinas. Muchos miembros de este grupo fueron jugadores de rugby, entre ellos el cabo Thomas Dawson Sanderson, quien fue presidente de un club de rugby.
El rugby de las Islas Malvinas se encuentra relativamente aislado geográficamente y no está integrado en América del Sur, o la Confederación Sudamericana de Rugby, que es el organismo de rugby continental. Este deporte es muy popular en Argentina, pero razones políticas e históricas han impedido cualquier contacto en los últimos tiempos.
Las Malvinas son capaces de recibir algún tipo de cobertura de rugby incluyendo el Torneo de las Seis Naciones.